# Lys Gomis
Lys Gomis (Cuneo, 6 ottobre 1989) è un calciatore senegalese con cittadinanza italiana, portiere del Passatore.

## Biografia
Nato a Cuneo, dove la famiglia si era trasferita dal Senegal, fa parte di una dinastia di portieri: il padre Charles giocava in questo ruolo in patria, e ne hanno seguito le orme anche il secondo fratello Alfred ed il fratello più piccolo Maurice.
L'11 luglio 2012 ha ottenuto la cittadinanza italiana.

## Carriera

### Club
Cresciuto nel vivaio del Torino, si mette presto in luce come uno degli estremi difensori più interessanti d'Italia, tanto che al Torneo di Viareggio del 2007 viene eletto "Miglior giocatore" in assoluto. Alle doti tecniche combina un carattere estroverso che gli attira le simpatie dei compagni ma anche diversi inconvenienti; già nelle giovanili, per esempio, nel corso di un derby Primavera lascia il terreno di gioco dopo aver commesso un errore.
Ceduto in prestito alla SPAL, rientra immediatamente a Torino, dove non trova spazio, per motivi personali. Lo stesso accade nella stagione 2010-2011 nel prestito al Foggia. A gennaio viene girato in Seconda Divisione al Casale, dove vive la sua prima esperienza "vera" da professionista. Dovrà attendere fino all'ultimo turno della Serie B 2011-2012 per trovare il sospirato esordio in campionato con il Torino, il 26 maggio contro l'AlbinoLeffe. Il 28 novembre 2012 esordisce in Coppa Italia contro il Siena, gara terminata 2 a 0 per i toscani.
Il 31 gennaio 2013 passa in prestito secco all'Ascoli per 6 mesi. Il 6 marzo debutta con la maglia dei bianconeri, durante il match contro il Cesena, partita finita 2 a 1 per l'Ascoli; a fine stagione raccoglie 6 presenze, subendo 9 reti, pur essendo stato limitato da un infortunio in questa sua esperienza.
Tornato al Torino, il 30 novembre 2013 debutta in Serie A subentrando a Padelli al 52º minuto, nel match pareggiato 1 a 1 contro il Genoa. Rimarrà l'unica presenza stagionale.
Il 4 luglio 2014 viene ufficializzato il trasferimento in prestito al Trapani. Il 4 ottobre seguente debutta ufficialmente contro il Latina, partita vinta dai siciliani per 1 a 0.
In tutto gioca 29 partite piazzandosi 5º nella classifica riservata ai portieri stilata dalla Lega Serie B.
Il 31 agosto 2015 viene ufficializzato il suo trasferimento in prestito al Frosinone in A, dove non disputa nessuna gara ufficiale. Il 16 febbraio 2016, dopo aver fatto rientro al Torino, viene girato nuovamente in prestito al Poli Timișoara, squadra militante nel massimo campionato rumeno.
Il 9 luglio 2016 si trasferisce al Lecce, con cui firma un contratto annuale. Con i giallorossi disputa 11 partite di Lega Pro, 3 di Coppa Italia e una di Coppa Italia Lega Pro.
Il 31 gennaio 2017 si trasferisce a titolo temporaneo alla Paganese. Viene riscattato nella sessione estiva di mercato.
Il 16 luglio 2018 passa al Teramo firmando un contratto annuale e nonostante una stagione tribolata a causa di numerosi infortuni (lesione di alto grado del quadricipite della gamba sinistra che gli fa saltare l'intero girone d'andata e distacco del tendine rotuleo del ginocchio sinistro che gli fa chiudere anzitempo la stagione) che lo vedono scendere in campo soltanto in 6 occasioni ottiene il rinnovo del contratto fino al 2020.

### Nazionale
Pur cresciuto in Italia, sceglie la nazionale del Senegal quando arriva da questa la prima convocazione, nel 2009. Dovrà però attendere il 5 marzo 2014 per esordire, nell'amichevole pareggiata per 1-1 contro il Mali. Il 24 dicembre 2014 viene ufficialmente convocato dalla sua Nazionale per partecipare alla Coppa d'Africa.

### Dopo il ritiro
Nell'aprile del 2021, dopo oltre un anno di inattività a causa dell'infortunio al ginocchio rimediato a Teramo, diventa osservatore per il settore giovanile del Torino Football Club. Nello stesso periodo assume anche il ruolo di preparatore dei portieri per il settore giovanile del Busca Calcio, club dilettantistico del cuneese e torna a giocare nei dilettanti in seconda categoria per il GSD Genola.

## Statistiche

### Presenze e reti nei club
Statistiche aggiornate al 5 maggio 2019.
| Stagione        | Squadra         | Campionato        | Campionato | Campionato | Coppe nazionali | Coppe nazionali | Coppe nazionali | Coppe europee | Coppe europee | Coppe europee | Altre coppe | Altre coppe | Altre coppe | Totale | Totale |
| Stagione        | Squadra         | Comp              | Pres       | Reti       | Comp            | Pres            | Reti            | Comp          | Pres          | Reti          | Comp        | Pres        | Reti        | Pres   | Reti   |
| --------------- | --------------- | ----------------- | ---------- | ---------- | --------------- | --------------- | --------------- | ------------- | ------------- | ------------- | ----------- | ----------- | ----------- | ------ | ------ |
| 2009-2010       | Torino          | B                 | 0          | 0          | CI              | 0               | 0               | -             | -             | -             | -           | -           | -           | 0      | 0      |
| 2010-gen. 2011  | Foggia          | 1D                | 0          | 0          | CI-LP           | 0               | 0               | -             | -             | -             | -           | -           | -           | 0      | 0      |
| gen.-giu. 2011  | Casale          | 2D                | 14         | -11        | CI-LP           | 0               | 0               | -             | -             | -             | -           | -           | -           | 14     | -11    |
| 2011-2012       | Torino          | B                 | 1          | 0          | CI              | 0               | 0               | -             | -             | -             | -           | -           | -           | 1      | 0      |
| 2012-gen. 2013  | Torino          | A                 | 0          | 0          | CI              | 1               | -2              | -             | -             | -             | -           | -           | -           | 1      | -2     |
| gen.-giu. 2013  | Ascoli          | B                 | 6          | -9         | CI              | 0               | 0               | -             | -             | -             | -           | -           | -           | 6      | -9     |
| 2013-2014       | Torino          | A                 | 1          | -1         | CI              | 0               | 0               | -             | -             | -             | -           | -           | -           | 1      | -1     |
| Totale Torino   | Totale Torino   | Totale Torino     | 2          | -1         |                 | 1               | -2              |               | -             | -             |             | -           | -           | 3      | -3     |
| 2014-2015       | Trapani         | B                 | 30         | -34        | CI              | 0               | 0               | -             | -             | -             | -           | -           | -           | 30     | -34    |
| 2015-feb. 2016  | Frosinone       | A                 | 0          | 0          | CI              | 0               | 0               | -             | -             | -             | -           | -           | -           | 0      | 0      |
| feb.-giu. 2016  | Poli Timișoara  | Liga I            | 1          | -5         | CR              | 0               | 0               | -             | -             | -             | -           | -           | -           | 1      | -5     |
| 2016-gen. 2017  | Lecce           | LP                | 12         | -16        | CI+CI-LP        | 3+1             | -6 + -1         | -             | -             | -             | -           | -           | -           | 16     | -23    |
| gen.-giu. 2017  | Paganese        | LP                | 1          | -4         | CI-LP           | 0               | 0               | -             | -             | -             | -           | -           | -           | 1      | -4     |
| 2017-2018       | Paganese        | C                 | 29         | -40        | CI+CI-C         | 0               | 0               | -             | -             | -             | -           | -           | -           | 29     | -40    |
| Totale Paganese | Totale Paganese | Totale Paganese   | 30         | -44        |                 | 0               | 0               |               | -             | -             |             | -           | -           | 30     | -44    |
| 2018-2019       | Teramo          | C                 | 6          | -5         | CI-C            | 0               | 0               | -             | -             | -             | -           | -           | -           | 6      | -5     |
| 2019-2020       | Teramo          | C                 | 0          | 0          | CI-C            | 0               | 0               | -             | -             | -             | -           | -           | -           | 0      | 0      |
| Totale Teramo   | Totale Teramo   | Totale Teramo     | 6          | -5         |                 | 0               | 0               |               | -             | -             |             | -           | -           | 6      | -5     |
| 2021-2022       | Genola          | Seconda categoria | ?          | ?          | -               | -               | -               |               | -             | -             | -           | -           | -           | ?      | ?      |
| 2023-2024       | PDHAE           | D                 | 8          | -8         | CI-D            | 1               | 0               | -             | -             | -             | -           | -           | -           | 9      | -8     |
| Totale carriera | Totale carriera | Totale carriera   | 109+       | -136+      |                 | 6               | -9              |               | -             | -             |             | -           | -           | 115+   | -146+  |

### Cronologia presenze e reti in nazionale
| Cronologia completa delle presenze e delle reti in nazionale ― Senegal | Cronologia completa delle presenze e delle reti in nazionale ― Senegal | Cronologia completa delle presenze e delle reti in nazionale ― Senegal | Cronologia completa delle presenze e delle reti in nazionale ― Senegal | Cronologia completa delle presenze e delle reti in nazionale ― Senegal | Cronologia completa delle presenze e delle reti in nazionale ― Senegal | Cronologia completa delle presenze e delle reti in nazionale ― Senegal | Cronologia completa delle presenze e delle reti in nazionale ― Senegal |
| Data                                                                   | Città                                                                  | In casa                                                                | Risultato                                                              | Ospiti                                                                 | Competizione                                                           | Reti                                                                   | Note                                                                   |
| ---------------------------------------------------------------------- | ---------------------------------------------------------------------- | ---------------------------------------------------------------------- | ---------------------------------------------------------------------- | ---------------------------------------------------------------------- | ---------------------------------------------------------------------- | ---------------------------------------------------------------------- | ---------------------------------------------------------------------- |
| 5-3-2014                                                               | Saint-Leu-la-Forêt                                                     | Senegal                                                                | 1 – 1                                                                  | Mali                                                                   | Amichevole                                                             | -1                                                                     |                                                                        |
| 9-1-2015                                                               | Casablanca                                                             | Senegal                                                                | 1 – 0                                                                  | Gabon                                                                  | Amichevole                                                             | -                                                                      |                                                                        |
| 8-9-2015                                                               | Johannesburg                                                           | Sudafrica                                                              | 1 – 0                                                                  | Senegal                                                                | Amichevole                                                             | -1                                                                     | 53’                                                                    |
| Totale                                                                 |                                                                        | Presenze                                                               | 3                                                                      |                                                                        | Reti                                                                   | -2                                                                     |                                                                        |